# Л (вагон метро)
Л — тип вагона метро, контактно-аккумуляторный электровоз, предназначенный для вождения служебных поездов из вагонов типа Еж6 по обесточенным или неэлектрифицированным линиям метрополитена (Д-6/«Метро-2»). Всего Мытищинским машиностроительным заводом было выпущено шесть вагонов типа Л, получивших номера 5686, 5710, 5712, 0087, 0088 и 0089 (по некоторым данным построен также седьмой вагон с номером 5711). В настоящее время сохранился вагон № 0088, на котором аккумуляторы были заменены на дизель-генератор, все остальные электровозы Л списаны и, вероятно, порезаны.

## История

### Проектирование и выпуск
В начале 1970-х годов для линий метрополитена специального назначения в Москве (система Д6), тоннели которых не оснащались контактным рельсом, было решено использовать специальные электропоезда с возможностью питания как от контактного рельса, так и от аккумуляторных батарей, для чего было решено использовать поезда, состоящие из стандартных однокабинных пассажирских вагонов и двухкабинных контактно-аккумуляторных электровозов. Ранее в депо Московского и Петербургского метрополитенов использовались контактно-аккумуляторные электровозы, переделанные из обычных пассажирских вагонов, однако для Д6 было решено выпустить полностью новый состав.
В соответствии с вышеприведенными требованиями Мытищинским машиностроительным заводом под руководством главного конструктора А. Г. Акимова на базе серийно выпускавшихся на тот момент вагонов типа Еж3 был разработан проект специального подвижного состава двух модификаций: контактно-аккумуляторных электровозов типа Л (заводское обозначение — 81-711) и пассажирских вагонов типа Еж6 (заводское обозначение — 81-712). Вагоны Еж6 практически не отличались от Еж3, в то время, как у новых электровозов Л имелось две кабины машиниста, отсутствовали салонные автоматические двери, боковые окна и крыша, а пространство салона использовалось для размещения аккумуляторов. Таким образом, «Л» стали первыми советскими контактно-аккумуляторными электровозами метрополитена, изначально созданными для автономного вождения служебных поездов.
В 1974 году завод выпустил три электровоза типа Л, получившие номера 5686, 5710 и 5712; по другим данным также был выпущен ещё один электровоз под номером 5711. Их нумерация была общей с серийно производившимися в то время вагонами Еж3. Окраска у электровозов Л выпуска 1974 года была такая же, как и у Еж3 — верхняя часть зелёная, нижняя — синяя. Для эксплуатации совместно с этими электровозами в Д6 также годом ранее были выпущены шесть вагонов типа Еж6 (номера 5580-5584, 5590).
В 1986 году в связи с продлением линии Д6 заводом было выпущено три новых электровоза типа Л, получивших номера 0087-0089, на этот раз в ряду номеров вагонов 81-717. Они имели незначительные конструктивные отличия от предшественников, включая расположение и форму гофрированных полос сбоку кузова; также они имели светло-синюю окраску. Совместно с новыми электровозами было выпущено четыре вагона типа Еж6 с номерами 0090—0093, отличавшиеся от Еж3 более новым электрооборудованием.

### Эксплуатация
Электровозы типа Л совместно с вагонами Еж6 поступили для эксплуатации на линию Д6 в Москве в депо военной части 95006. После отправки с завода перед передачей в Д6 они некоторое время находились в электродепо «Сокол» Московского метрополитена, где производилась их окончательная наладка. Электровозы выпуска 1974 года сцеплялись с вагонами Еж6 в служебные поезда по схеме Еж6+Л+Еж6 или Еж6+Л+Л+Еж6, электровозы второго выпуска — по аналогичной схеме с вагонами Еж6 второго выпуска.
При движении на аккумуляторном ходу на неэлектрифицированных участках метрополитена поезда могли развивать скорость не более 15 км/ч. При движении по электрифицированным участкам поезда могли двигаться с большей скоростью, но при этом электровозы Л выступали в роли ведомых, а управление велось из вагонов Еж6. Для подзарядки аккумуляторов поезда из вагонов типа Л и Еж6 заезжали по соединительной ветви за станцией Спортивная Сокольнической линии на участок с контактным рельсом на территории обычного метрополитена (3 станционный путь).
В конце 1980-х годов после поступления второй партии вагонов Л и Еж6, 4 вагона Еж6 первого выпуска с номерами 5581-5584 были переданы из Д6 в депо Планерное для работы с пассажирами на Ждановско-Краснопресненской (ныне — Таганско-Краснопресненской) линии, электровоз Л № 5686 также был передан в депо. Из вагонов 1974 года выпуска в системе Д6 остались работать два электровоза Л № 5710 и № 5712 с вагонами Еж6 № 5580 и № 5590. (по некоторым данным, в Д6 также работал электровоз № 5711, который в 1992 году также был передан из Д6 в депо Планерное).
Периодически поезда из вагонов типа Л и Еж6 передавались из Д6 в депо обычного метрополитена для прохождения техобслуживания и ремонта. Основная ремонтная база этих поездов располагалась в депо «Планерное», а капитальный ремонт вагоны проходили на московском ЗРЭПСе (депо «Сокол») или на Мытищинском заводе примерно раз в 13-16 лет, причём на ЗРЭПС вагоны передавались по одному. Известно, что в июле 1990 года на выхинской площадке ЗРЭПСа проходил капитальный ремонт электровоз Л № 5712. Электровоз Л № 5686 и вагоны Еж6, переданные для пассажирской эксплуатации в конце 1980-х годов, капитального ремонта за период их работы в Д6 скорее всего не проходили вообще.
В 1995 году из Д6 был списан электровоз № 5710, а вагоны Еж6 с номерами 5581—5584 переданы в пассажирскую эксплуатацию в депо Планерное, вместо них поступил четырёхвагонный дизель-поезд ДПС. В Д6 остались работать электровозы 5712 и 0087—0089. Летом 1999 года электровозы Л с номерами 0088-0089 и Еж6 с номерами 0090-0091 проходили капитальный ремонт на Мытищинском заводе Метровагонмаш, при этом электровоз № 0088 при ремонте был переоборудован из аккумуляторного элетровоза в электротепловоз, а также был оснащён крышей по всей длине вагона. После ремонта они получили обозначения ЛМ и Еж6М. Электровоз 5686 на конец 90-х годов находился в полуразбитом состоянии в депо «Выхино».
Во второй половине 2000-х годов в депо военной части 95006 началась замена аккумуляторных поездов на рельсовые автобусы РА1 модели 730.15. В 2006 году вместе с вагоном Еж6 № 5590 был списан последний электровоз первого выпуска № 5712. В 2009 году после поступления очередной партии РА1 730.15 и двух грузопассажирских автомотрис 730.05 также были списаны два электровоза второй партии — № 0087 и № 0089 и Еж6 № 0092 и № 0093, которые были переданы на консервацию в депо «Новогиреево», где через некоторое время были порезаны. В системе по состоянию на конец 2000-х — начало 2010-х годов остались работать дизель-электровоз ЛМ № 0088 с двумя вагонами Еж6М № 0090 и 0091, которые в 2007 году проходили ремонт в депо «Планерное». Электровозы Л первого выпуска к этому времени уже не сохранились.
По состоянию на 2015 год, единственным сохранившимся электровозом Л стал дизель-электровоз ЛМ № 0088, который совместно с двумя вагонами Еж6М № 0090 и 0091 находился в депо «Планерное».

## Конструкция
Контактно-аккумуляторные электровозы предназначены для эксплуатации в составе служебных поездов совместно с вагонами типа Еж6 на подземных участках метрополитена без контактного рельса.
Кузов вагона имеет две кабины управления, форма кабин аналогична электровагонам типа Е и модификаций. Между кабинами расположено аккумуляторное отделение, в котором по бокам от центрального прохода размещены аккумуляторные батареи. В отличие от других контактно-аккумуляторных электровозов метрополитена, унифицированных с обычными пассажирскими вагонами, электровозы типа Л имеют по бокам сплошные гофрированные стены без автоматических дверей. У электровозов Л первого выпуска по бокам кабин выше на бортах кузова по бокам имеется две небольшие группы гофров, у электровозов второго выпуска — сплошной ряд гофров примерно на две трети высоты кузова, а по бокам кабин выше центральной декоративной полосы стало вместо двух. Новые электровозы от первой партии отличались также окраской — она была светло-синяя. Поскольку вагоны предполагалось использовать только на подземных линиях, крыша над машинным отделением отсутствовала, за исключением арочного перекрытия в центре вагона. У электровоза № 0088 после переоборудования в дизель-электровоз ЛМ крыша была смонтирована по всей длине вагона.

## Фотографии

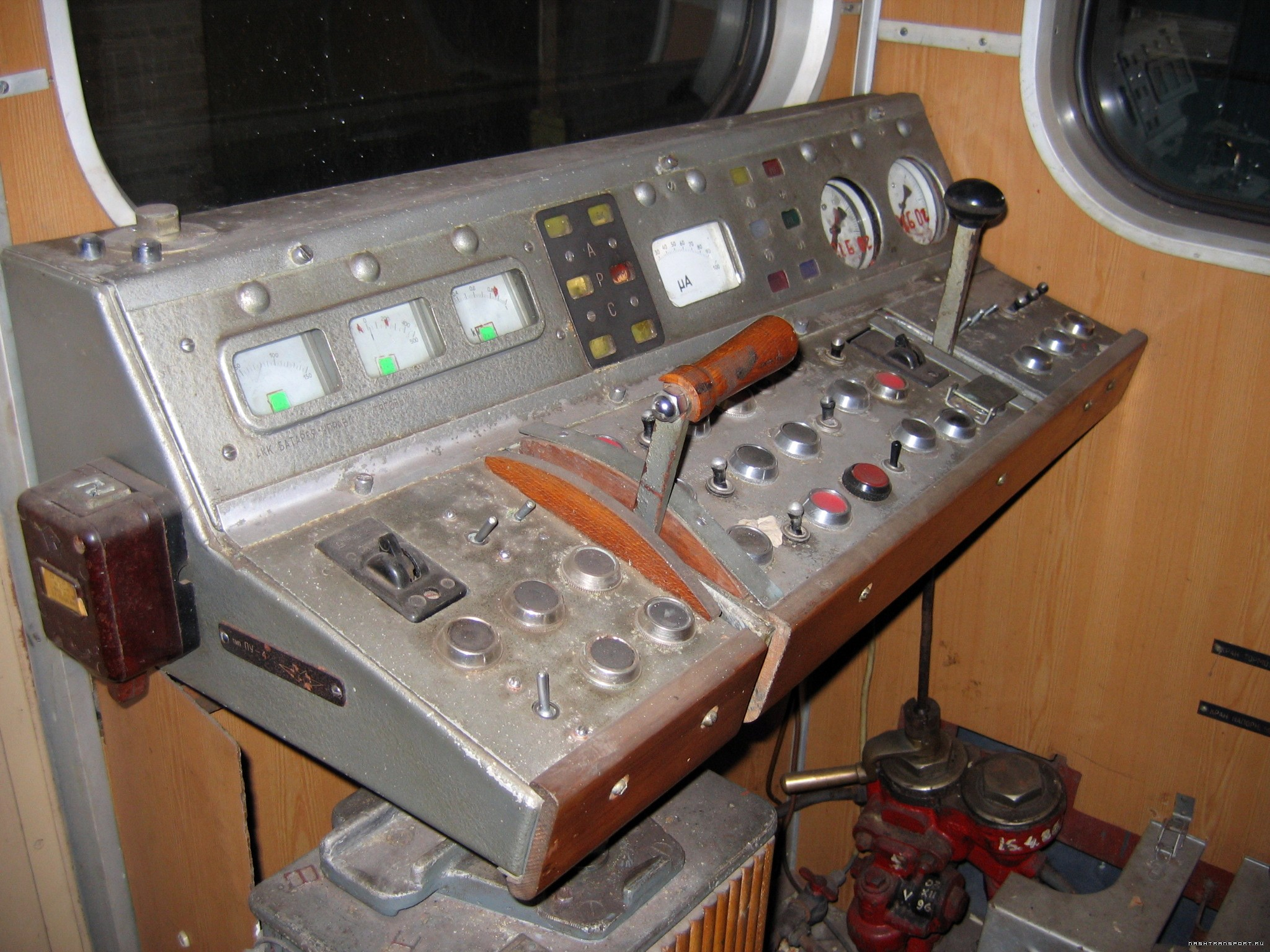
Пульт управления
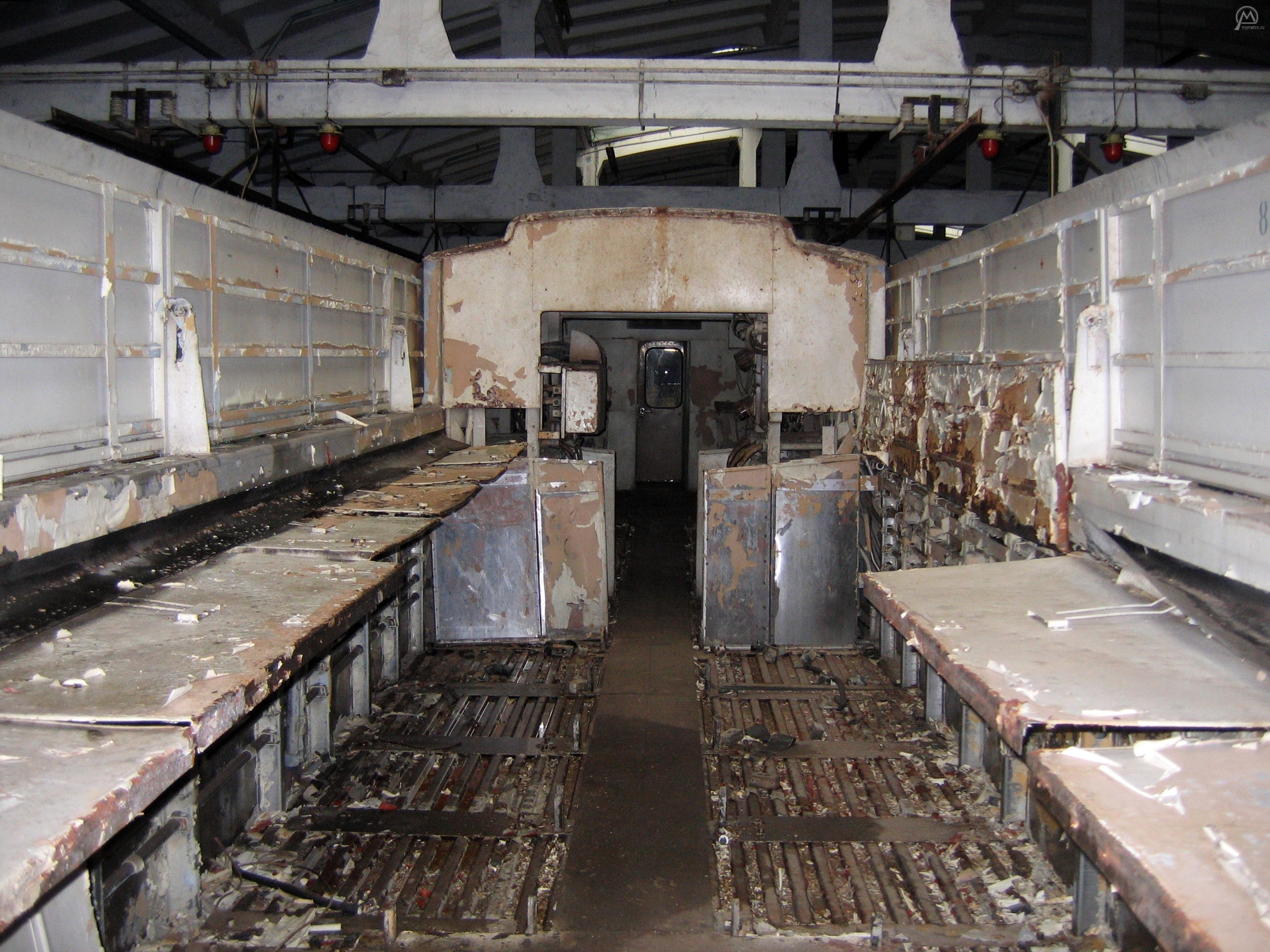
Аккумуляторное отделение, вид с конца
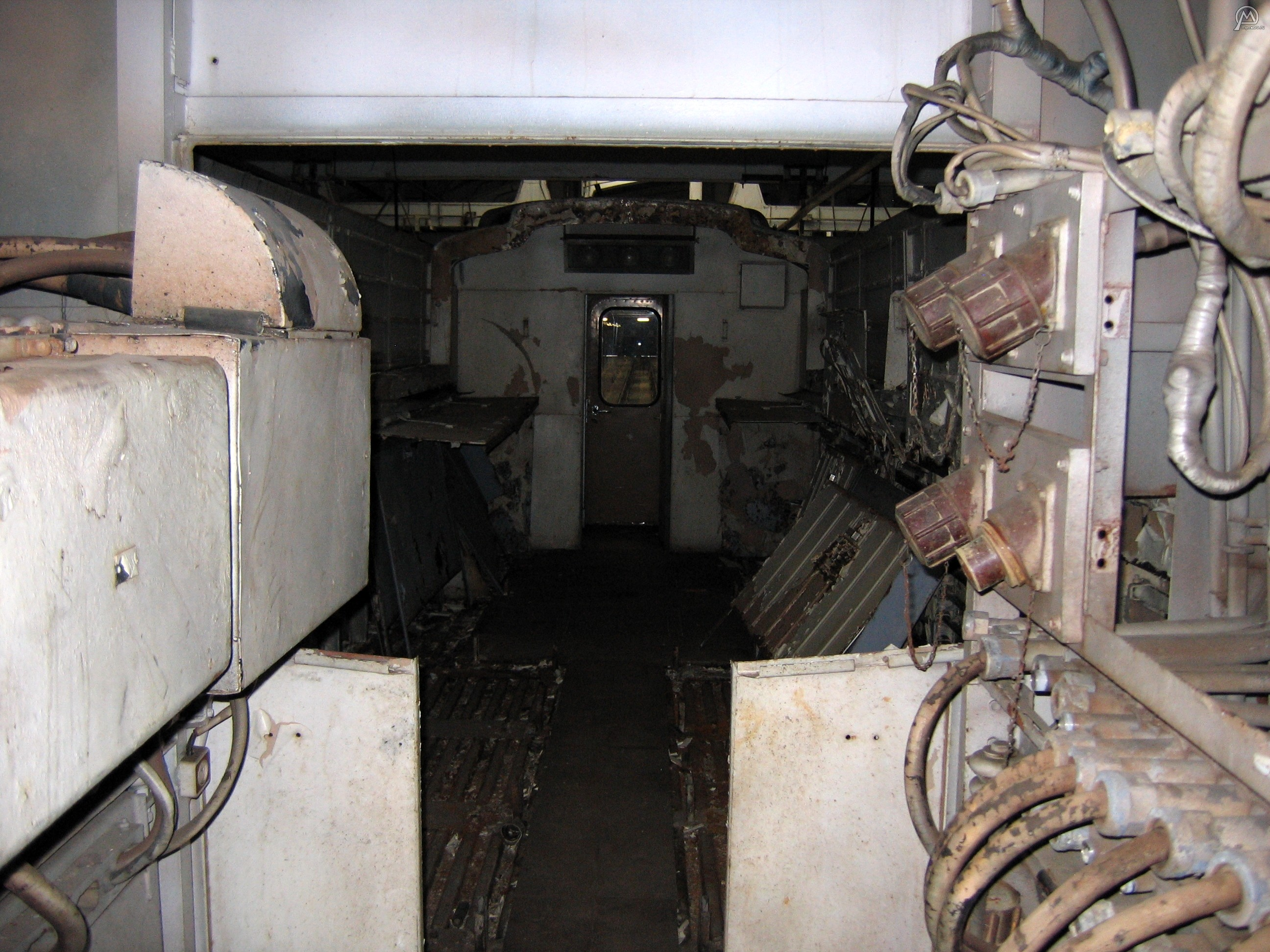
Аккумуляторное отделение, вид с середины